# 郑州大学副院长贾士秋申报职称造假事件
郑州大学副院长申报职称造假事件，是指郑州大学新闻与传播学院副院长贾士秋在2006年正教授职称评定中所提交的学术著作有造假嫌疑。此事报道后，郑州大学成立联合调查组进行认真调查认定贾士秋在申报教授职称过程中，提供虚假材料，属于学术不端行为。郑州大学2009年7月3日决定免去贾士秋新闻与传播学院副院长职务，解除教授聘任。

## 争议
有另一说法称该事件由郑州大学新闻与传播学院内部政治斗争引发，该学院前院长D（董广安）被指一手策划“学术造假”一事并借此打压异己的即将履新的副院长贾。

## 参看
- 华中师范大学硕士论文抄袭事件
- 东北财经大学硕士论文抄袭事件
- 上海大学博导论文抄袭事件
- 胡黎明博士论文抄袭事件
- 辽宁大学副校长陆杰荣及杨伦抄袭事件
- 西南交大副校长黄庆博士论文抄袭事件